# Baroka Football Club
Le Baroka Football Club est un club de football sud-africain basé à Ga Mphahlele près de Polokwane, dans la province du Limpopo. Fondé en 2007, il évolue actuellement en National First Division.

## Histoire
Le club voit le jour en décembre 2007 après acquisition du statut du Simple Yellow FC, club évoluant en quatrième division. L'année suivante, le club est rebaptisé Baroka FC et obtient la promotion en troisième division. Lors des saisons 2010-2011, 2011-2012 et 2012-2013, le club termine à la première place de son groupe échouant aux playoffs les deux premières fois. La troisième est la bonne et le club accède à la deuxième division. Baroka termine champion et se voit promu dans l'élite à l'issue de la saison 2015-2016. En 2020-2021, le club entame sa cinquième saison consécutive en première division, s'étant maintenu via les playoffs la première saison puis ayant terminé premier non reléguable lors des trois saisons suivantes.
Le club fait parler de lui en 2011 lorsqu'il atteint les demi-finales de la Coupe d'Afrique du Sud. Baroka évolue alors en troisième division et élimine Moroka Swallows et Kaizer Chiefs durant son parcours.

### Dates importantes
- 2007 : fondation du club après acquisition du statut du Simple Yellow FC
- 2008 : renommé Baroka FC
- 2008 : promotion en troisième division
- 2013 : promotion en deuxième division
- 2016 : promotion en première division

## Palmarès
| Compétitions nationales | Compétitions internationales |
| - Coupe de la Ligue (1) - Vainqueur : 2018 - Championnat d'Afrique du Sud D2 (1) - Champion : 2016 - Championnat d'Afrique du Sud D3 - Champion : 2011, 2012 et 2013 du groupe Limpopo - Championnat d'Afrique du Sud D4 - Champion : 2008 du groupe Capricorn | - Vierge                     |

## Personnalités du club

### Historique des entraîneurs
Les différents tableaux ci-dessous établissent la liste des différents entraineurs passés sous les couleurs du Baroka FC depuis la création du club.
| Rang | Nom                 | Période               |
| ---- | ------------------- | --------------------- |
| 1    | Sello Chokoe        | jui. 2013 - juin 2015 |
| 2    | Kgoloko Thobejane   | jui. 2015 - jan. 2017 |
| 3    | Jacob Sakala        | jan. 2017 - fév. 2017 |
| 4    | Kgoloko Thobejane   | fév. 2017 - mars 2018 |
| 5    | MacDonald Makhubedu | mars 2018 - avr. 2018 |
| 6    | Theophilus Khumalo  | avr. 2018 - juin 2018 |
| 7    | Wedson Nyirenda     | jui. 2018 - déc. 2019 |
| 8    | Dylan Kerr          | déc. 2019 - nov. 2020 |
| 9    | Matsemela Thoka     | depuis nov. 2020      |

### Joueurs emblématiques
| Rang | Nom               | Buts | Matchs | Carrière au club        |
| ---- | ----------------- | ---- | ------ | ----------------------- |
| 1    | Gift Motupa       | 25   | 72     | 2013 - 2015 2017 - 2018 |
| 2    | Victor Letsoalo   | 18   | 62     | 2013 - 2017             |
| 3    | Mduduzi Mdantsane | 12   | 87     | 2017 - 2019             |
| 4    | Evidence Makgopa  | 7    | 17     | 2020 -                  |
| 4    | Richard Matloga   | 7    | 62     | 2016 - 2019             |

| Rang | Nom               | Matchs | Carrière au club        |
| ---- | ----------------- | ------ | ----------------------- |
| 1    | Mduduzi Mdantsane | 87     | 2017 - 2019             |
| 2    | Matome Kgoetyane  | 84     | 2017 -                  |
| 3    | Gift Motupa       | 72     | 2013 - 2015 2017 - 2018 |
| 4    | Goodman Mosele    | 69     | 2017 -                  |
| 4    | Elvis Chipezeze   | 65     | 2018 -                  |

#### Anciens joueurs notables
- Geofrey Massa
- Marshall Munetsi
- Robin Ngalande
- Siphelele Ntshangase
- Helder Pelembe

## Effectif actuel
Le tableau liste l'effectif professionnel du Baroka FC pour la saison 2020-2021.